# کینگزکات، استرالیای جنوبی
کینگزکات (به انگلیسی: Kingscote) یک منطقهٔ مسکونی در استرالیا است که در استرالیای جنوبی واقع شده‌است.